# Ricardo Pereira
Ricardo Alexandre Martins Soares Pereira (Montijo, 11 de febrero de 1976), conocido simplemente como Ricardo, es un exfutbolista portugués. Es conocido por su excepcional habilidad para detener tiros de penalties a lo largo de su carrera, siendo uno de los más grandes atajapenales de la historia.

## Trayectoria

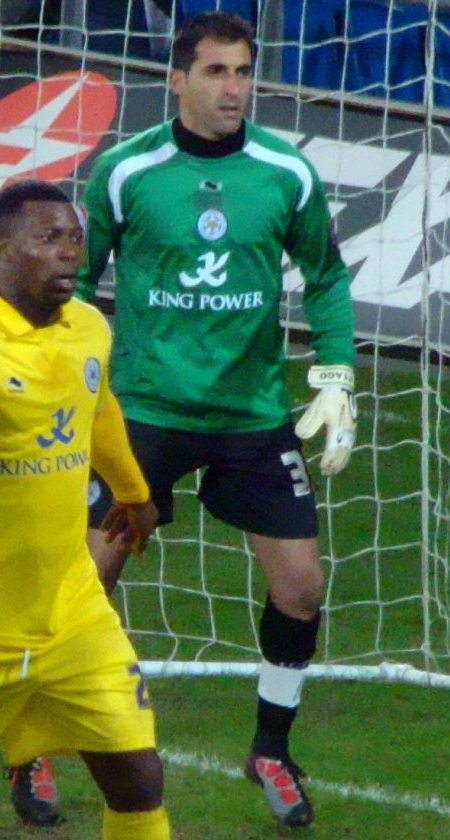
Ricardo (derecha) y Yakubu en el Leicester City].

Después de iniciarse en el C. D. Montijo de su ciudad natal en 1993, Ricardo fichó por el Boavista FC en 1994 y fue el héroe en la competición de la Copa de la UEFA de 2003, haciendo una serie de paradas para que su equipo alcanzara las semifinales.
En 2003 fichó por el Sporting Clube de Portugal, donde fue una de las piezas fundamentales en la clasificación hacia la final de la Copa de la UEFA, en 2005, donde su equipo cayó en la final ante el CSKA Moscú.
En la Euro 2004, en el partido de los cuartos de final contra Inglaterra al haber terminado 2:2 el partido va a tanda de penalti donde el portero Ricardo, al final con 5:5 anotados se quita los guantes para detener, el balón pateado por Ashley Cole y luego el mismo pide hacer el penalti final, marcando así un gol dando paso a Portugal a la semifinal terminando 6:5.
En 2007 fichó por el Real Betis Balompié, hasta que, a principios de 2011, ambas partes llegan a un acuerdo rescindiendo su contrato.
A principios de 2011 ficha por el Leicester City en la segunda división de la liga Inglesa que tan solo dibuto en siete partidos y luego en el mercado de fichajes en agosto abandona su club y llega al Vitória Setúbal con carta de libertad.

## Selección nacional
Debutó en 2001 con la selección portuguesa, reemplazando al quien fuera el mejor portero de ese país, Vítor Baía. Jugó el Mundial del 2002, y su selección se fue eliminada en primera fase.
Participó además en la Eurocopa, de 2004, donde fue un jugador fundamental para que avanzase hasta la final, final que perdió ante Grecia. Luego, jugó el Mundial de 2006, donde en una sucesión de paradas de Ricardo permitió a Portugal eliminar una vez más a Inglaterra en los cuartos de final de un gran campeonato en los penaltis, parando los lanzamientos de Frank Lampard, Steven Gerrard y Jamie Carragher en una tanda que acabó 3-1 tras el partido 0-0 del partido. Fue la primera vez durante un mundial de fútbol en que un portero era capaz de detener tres penaltis. Luego se enfrentaron ante Francia en semifinales que perdieron 1-0 por un terrible penalti a Thierry Henry y lanzado por Zinedine Zidane Ricardo llegó a tocar ese balón pero finalmente entró y luego jugaron ante Alemania por el tercer puesto Ricardo hizo dos paradas extraordinarias en un tiro de Sebastian Kehl y la otra de Lukas Podolski y que también perdieron finalmente 3-1 con dos goles de Bastian Schweinsteiger y uno en propia de Armando Petit.
Euro 2008
Ricardo es convocado al Euro 2008 con su selección no tuvo muy buenas actuaciones su selección gana dos partidos en la fase de grupos y solamente pierde un partido ante Suiza que acabó 2-0 y pasan de fase que finalmente perdieron 3-2 en cuartos de final ante Alemania y desde ahí no volvió a ser convocado.

### Participaciones en Copas del Mundo
| Mundial                        | Sede                  | Resultado    |
| ------------------------------ | --------------------- | ------------ |
| Copa Mundial de Fútbol de 2002 | Corea del Sur y Japón | Primera fase |
| Copa Mundial de Fútbol de 2006 | Alemania              | Cuarto lugar |

### Participaciones en Eurocopas
| Edición       | Sede            | Resultado        |
| ------------- | --------------- | ---------------- |
| Eurocopa 2004 | Portugal        | Final            |
| Eurocopa 2008 | Austria y Suiza | Cuartos de final |

## Clubes
| Club                       | País       | Año       |
| -------------------------- | ---------- | --------- |
| CD Montijo                 | Portugal   | 1994-1995 |
| Boavista FC                | Portugal   | 1995-2003 |
| Sporting Clube de Portugal | Portugal   | 2003-2007 |
| Real Betis Balompié        | España     | 2007-2011 |
| Leicester City             | Inglaterra | 2011      |
| Vitória Setúbal            | Portugal   | 2011-2012 |
| SC Olhanense               | Portugal   | 2012-2014 |

## Títulos
| Título                | Club                | País     | Año       |
| --------------------- | ------------------- | -------- | --------- |
| Copa de Portugal      | Boavista FC         | Portugal | 1996-1997 |
| Supercopa de Portugal | Boavista FC         | Portugal | 1997      |
| LIGA Zon Sagres       | Boavista FC         | Portugal | 2000-2001 |
| Copa de Portugal      | Sporting de Lisboa  | Portugal | 2006-2007 |
| Supercopa de Portugal | Sporting de Lisboa  | Portugal | 2007      |
| Liga Adelante         | Real Betis Balompié | España   | 2010-2011 |

### Distinciones individuales
| Distinción                                    | Año  |
| --------------------------------------------- | ---- |
| Equipo estelar de la Copa Mundial de Fútbol.  | 2006 |
| Séptimo mejor portero del mundo por la IFFHS. | 2006 |